# Sophronica strandi
Sophronica strandi är en skalbaggsart som beskrevs av Stefan von Breuning 1940. Sophronica strandi ingår i släktet Sophronica och familjen långhorningar.
Artens utbredningsområde är Zimbabwe. Inga underarter finns listade i Catalogue of Life.